# Maude Valérie White

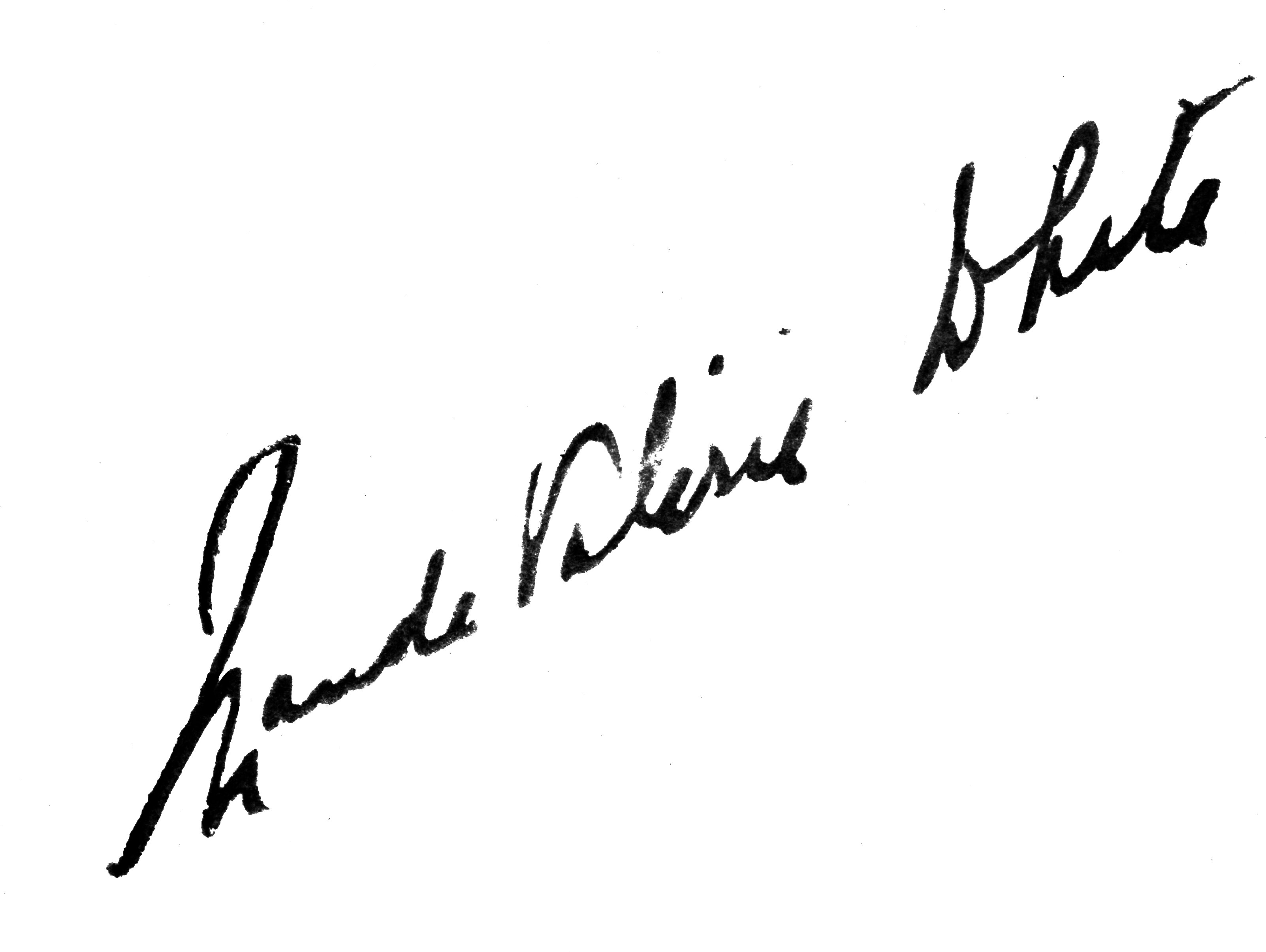
Autographe, Maude Valerie bianco

Maude Valérie White (Dieppe, 23 giugno 1855 – Londra, 2 novembre 1937) è stata una compositrice britannica e divenne una delle cantautrici di maggior successo (nello stile serio inglese) del periodo vittoriano.

## Biografia

### Primi anni
Nacque vicino a Dieppe in Normandia da genitori dell'alta borghesia; White e la sua famiglia si trasferirono in Inghilterra quando lei aveva solo un anno. Ha trascorso la sua infanzia a Heidelberg, a Parigi e in Inghilterra e ha suonato il pianoforte sin dalla tenera età. A diciassette anni aveva già composto la sua prima canzone. Studiò composizione con Oliver May a Londra e Counterpoint e armonia con WS Rockstro mentre viveva a Torquay. Nel 1876 White andò alla Royal Academy of Music dopo aver infine convinto la madre riluttante a permetterle di intraprendere la carriera musicale. Durante l'Accademia ha studiato composizione con George Alexander Macfarren e ha ambientato poesie scritte in inglese, tedesco e francese.
White è stata la prima donna a ricevere la prestigiosa borsa di studio Mendelssohn nel 1879. Suo padre morì mentre lei era una bambina, ma quando la madre morì nel 1881, White rimase sconvolta e si recò in Cile per stare con sua sorella e per riprendersi e riprendersi la salute. Ritornata a Londra nel 1882, si dedicò alla carriera di musicista e compositrice professionista. Si è fatta strada insegnando pianoforte, scrivendo canzoni e suonandole a gala e serate, a volte presentando recital con contralto, compositrice e organizzatrice di festival Mary Augusta Wakefield. Successivamente, utilizzando le sue capacità linguistiche, si è guadagnata da vivere traducendo libri e opere teatrali.

### Carriera
Nel 1883 White andò a Vienna per sei mesi per studiare con Robert Fuchs il quale cercò, senza successo, di persuaderla ad estendere la sua composizione a generi più strumentali, un compito che non ha mai perseguito in modo aggressivo. Come nota Fuller, la musica di Maude Valerie White durante questo periodo della sua carriera è caratterizzata "da un'attenta impostazione delle parole, ampie melodie, un senso di propulsione ritmica, evitando cadenze ben definite" (Grove). Come indica Grove, questo può essere notato nella sua ambientazione del 1888 di "Quindi non andremo più in giro" di Byron, una delle sue canzoni più durature, dedicata a Herbert Beerbohm Tree .
La sua ambientazione de "La mia anima è una barca incantata" di Shelley, pubblicata nel 1882, è stata descritta come "una delle migliori della nostra lingua" (Fuller, 331). Più tardi, nel 1890, il suo stile musicale si sviluppò e si spostò per incorporare elementi di musica dai suoi viaggi globali. Sempre più spesso ha anche cercato di inserire nelle sue canzoni lo stile del Lieder tedesco. Il suo balletto "Il cuore incantato" mostra l'influenza del balletto russo. Anche più tardi, dopo la fine del secolo, le sue opere diventano più impressioniste, come mostrato in "La Flûte Invisible" (Victor Hugo) e "Le Foyer" (Paul Verlaine). La sua musica crea un ambiente da sogno “attraverso motivi improvvisati o ripetute figure di quarte o quinte aperte” (Fuller, Grove).
Tra gli altri titoli di successo c'erano Vieni da me nei miei sogni, Amorini abbassate ogni testolina, Until (sempre fidelis), Mary Morison e La mia anima è una barca incantata .

### Ultimi anni
Negli ultimi anni, White scrisse due memorie, Friends and Memories, pubblicata nel 1914, e My Indian Summer, pubblicata nel 1932. Ha continuato a organizzare concerti eseguendo le sue composizioni e con l'aiuto di molti mecenati, studenti, artisti e protetti la sua musica entrò a far parte del canone britannico.  Morì, all'età di 82 anni, nel 1937.
Fu sepolta nel cimitero della chiesa cattolica romana di Sant'Edoardo, Sutton Green, Surrey.

## Opere
- In Praise of Woman, Hyperion 2004
- Women at an Exposition: musica composta da donne ed eseguita alla Fiera Mondiale del 1893 a Chicago, Koch International Classics, 1993
- Due delle canzoni più famose di MV White, "Quindi non andremo più in giro" e "Assente ma presente", sono state registrate dal tenore principale Gervase Cary Elwes prima della prima guerra mondiale. Elwes e sua moglie erano amici personali del compositore, che era solito accompagnarlo in concerto: mentre cantava, "nella sua eccitazione iniziava a galoppare verso il culmine fino a quando a volte diventava una bella domanda chi di loro sarebbe arrivato per primo."
- La canzone di White "To Mary" è stata registrata almeno tre volte dal tenore Ben Davies, la prima nel 1903 e l'ultima nel 1932.
- La breve suite per pianoforte "From the Ionian Sea" è stata registrata dal pianista Christopher Howell nel 2012 e pubblicata come parte di una compilation di musica per pianoforte inglese ispirata all'Italia dal titolo An Englishman in Italy: British Piano Music Inspired by Italy, Sheva Collection, 2012[1]